# 王云翔 (1942年)
王云翔（1942年1月—），男，黑龙江汤原人，中华人民共和国外交官。

## 生平
1966年，毕业于黑龙江大学外语系，进入黑龙江省农机局工作。1972年，调入中华人民共和国外交部，先后在驻马耳他大使馆、外交部新闻司、驻乌干达大使馆任职，后任驻乌干达大使馆参赞。1988年，任外交部西欧司参赞。1990年，任驻挪威大使馆参赞。1991年，任外交部新闻司参赞，后升任外交部新闻司副司长。1996年11月，出任中华人民共和国驻赞比亚大使。1999年8月，出任中华人民共和国驻旧金山总领事。2003年12月，自驻旧金山总领事离任。

## 家庭
已婚，妻子是王丽云。